# Machaerium striatum
Machaerium striatum är en ärtväxtart som beskrevs av Ivan Murray Johnston. Machaerium striatum ingår i släktet Machaerium och familjen ärtväxter. Inga underarter finns listade i Catalogue of Life.